# Neisseria lactamica
Neisseria lactamicaはグラム陰性双球菌である。厳密には咽頭の片利共生細菌である。ナイセリア属の中で特殊で、β-D-ガラクトシダーゼを産生し、ラクトースを発酵させることができる。
この種は幼児が最もよく保菌している。N. lactamicaと髄膜炎菌のコロニー形成の間には逆相関がある。N. lactamicaの保菌は、侵襲性髄膜炎菌疾患の発症率の低下と関連している。しかし、ペニシリンや他のβ-ラクタム系抗生物質に対する耐性は、Neisseria lactamicaのような片利共生ナイセリア属から、形質転換の過程により、病気を引き起こす髄膜炎菌へと伝達する可能性がある。